# Böckenförde-Diktum
Das Böckenförde-Diktum (auch Böckenförde-Theorem, Böckenförde-Doktrin oder Böckenförde-Dilemma) wurde von dem Staats- und Verwaltungsrechtler und Rechtsphilosophen Ernst-Wolfgang Böckenförde in dem Aufsatz „Die Entstehung des Staates als Vorgang der Säkularisation“ formuliert. Der zentrale Satz des Diktums – „Der freiheitliche, säkularisierte Staat lebt von Voraussetzungen, die er selbst nicht garantieren kann“ – wurde zuerst in einem Seminarbeitrag aus dem Jahr 1964 verwendet. Er beschreibt das Problem säkularisierter Staaten, soziales Kapital zu erschaffen, und wird sowohl von Verfassungsrechtlern, Religionswissenschaftlern als auch von Theologen kontrovers diskutiert.

## Geschichte
Ernst-Wolfgang Böckenförde verwendete sein eingängiges und häufig rezipiertes Diktum zuerst in einem Beitrag für das von Ernst Forsthoff veranstaltete Ebracher Ferienseminar im Jahr 1964, an dem auch Carl Schmitt teilnahm. Der Text „Die Entstehung des Staates als Vorgang der Säkularisation“ erschien zuerst in der Festschrift für Forsthoff 1967. Wieder aufgenommen wurde der Beitrag in Böckenfördes Sammelband „Staat, Gesellschaft, Freiheit“, der 1976 bei Suhrkamp erschien, sowie erneut in „Recht, Staat, Freiheit“ aus dem Jahr 1991 (erweiterte Ausgabe 2006).
Böckenförde wandte sich mit seinem Beitrag vorwiegend an andere Katholiken, denen er „noch vor 1965, als am Ende des Zweiten Vatikanischen Konzils die katholische Kirche erstmals die Religionsfreiheit voll anerkannte“, „die Entstehung des säkularisierten, das heißt weltlichen, also nicht mehr religiösen Staates“ erklären wollte.

## Inhalt
In seinem Aufsatz „Die Entstehung des Staates als Vorgang der Säkularisation“ beschreibt Böckenförde die Entwicklung der europäischen Staaten als einen Dualismus von Verfassungsgeschichte und Säkularisierung. Er betont den „allmählichen“ Verlauf der Verweltlichung, die ein historischer Prozess gewesen sei; „lange Zeit lagen alte und neue Bauelemente dicht neben- und beieinander“.
Böckenförde unterscheidet drei Phasen, in denen sich dieser Prozess vollzogen habe: den Investiturstreit, das Zeitalter der Glaubenskämpfe und die Französische Revolution.
- Die Trennung von „geistlich“ und „weltlich“ gehe in ihrer frühesten Form auf den Investiturstreit während des 11./12. Jahrhunderts zurück. In dieser Zeit sei „die politische Ordnung als solche aus der sakralen und sakramentalen Sphäre entlassen“ worden. Seitdem bedürfe die Politik einer weltlichen, das heißt einer naturrechtlichen Begründung.[7]

- Nach der Glaubensspaltung im 16./17. Jahrhundert habe sich die Frage gestellt, wie „ein Miteinanderleben der verschiedenen Konfessionen in einer gemeinsamen politischen Ordnung möglich sei“.[8] Die Unterscheidung in „geistlich“ und „weltlich“ sei zwar zuerst von den Päpsten verwendet worden. Sie habe dann aber in der Folge zu einer Suprematie der Politik gegenüber der Kirche geführt.[8] Die französischen Juristen der „Politiques“ hätten zwischen einem weltlichen Herrscher als neutraler Instanz und den streitenden Glaubensparteien unterschieden. Hierdurch sei die Religion „kein notwendiger Bestandteil der politischen Ordnung mehr“ gewesen. Umgekehrt war die Religion seitdem nur noch de facto garantiert, nicht mehr de jure.[8]

- In der Erklärung der Menschen- und Bürgerrechte von 1789 schließlich sei der Mensch nur noch als individualisiertes und profanes Wesen gedacht worden. Der Staat habe sich von der Religion emanzipiert, während diese „in den Bereich der Gesellschaft verwiesen“ und zu einer privaten Angelegenheit geworden sei, ohne Auswirkung auf die Stellung als Staatsbürger. Die Religionsfreiheit umfasst sowohl die positive Freiheit zur Ausübung der Religion als auch die negative Freiheit von der Religion. Das Christentum sei seitdem nur noch ein „Dekor für höchst weltliche Geschäfte“ gewesen.[9]

Hiervon ausgehend wirft der Verfasser die Frage auf, worauf der säkulare Staat seitdem gegründet sei: „worin findet er die ihn tragende, homogenitätsverbürgende Kraft und die inneren Regulierungskräfte der Freiheit, deren er bedarf, nachdem die Bindungskraft der Religion für ihn nicht mehr essentiell ist und sein kann?“ Im 19. Jahrhundert sei versucht worden, die Nation, später – insbesondere nach dem Zweiten Weltkrieg in Deutschland – auch „Werte“ insoweit fruchtbar zu machen. Beides sei gescheitert. Einen Weg „über die Schwelle von 1789 zurück“ gebe es aber auch nicht. Deshalb gelangt Böckenförde zu dem Schluss:

„Der freiheitliche, säkularisierte Staat lebt von Voraussetzungen, die er selbst nicht garantieren kann. Das ist das große Wagnis, das er, um der Freiheit willen, eingegangen ist. Als freiheitlicher Staat kann er einerseits nur bestehen, wenn sich die Freiheit, die er seinen Bürgern gewährt, von innen her, aus der moralischen Substanz des einzelnen und der Homogenität der Gesellschaft, reguliert. Anderseits kann er diese inneren Regulierungskräfte nicht von sich aus, das heißt mit den Mitteln des Rechtszwanges und autoritativen Gebots zu garantieren suchen, ohne seine Freiheitlichkeit aufzugeben und – auf säkularisierter Ebene – in jenen Totalitätsanspruch zurückzufallen, aus dem er in den konfessionellen Bürgerkriegen herausgeführt hat.“

Er bezieht sich bei diesem Gedankengang ausdrücklich auf Carl Schmitts Thesen zu Thomas Hobbes, auf Hegels Grundlinien der Philosophie des Rechts und auf Karl Marx’ Zur Judenfrage.

## Rezeption und Kritik
Gerhard Czermak meint, Böckenförde werde „gründlich missverstanden, wenn nicht instrumentalisiert“, wenn aus seinem Diktum abgeleitet werde, „der Staat müsse die Kirchen und Religionsgesellschaften als Wertestifter in besonderer Weise fördern, weil man sonst die Zerstörung fördere […] Er (Böckenförde) spricht von Wagnis und verweist auf die in der Gesellschaft wirkenden höchst unterschiedlichen Kräfte zurück. Es geht ihm darum, dass alle Gruppierungen mit ihrem je eigenen, auch moralischen, Selbstverständnis zur Integration eines Teils der Gesellschaft beitragen.“
Böckenförde antwortet 2009 und 2010 in zwei Interviews auf die Kritik, er würde die ethische Kraft der Religion überbetonen. 2010 präzisiert Böckenförde es wie folgt: „Vom Staat her gedacht, braucht die freiheitliche Ordnung ein verbindendes Ethos, eine Art ‚Gemeinsinn‘ bei denen, die in diesem Staat leben. Die Frage ist dann: Woraus speist sich dieses Ethos, das vom Staat weder erzwungen noch hoheitlich durchgesetzt werden kann? Man kann sagen: zunächst von der gelebten Kultur. Aber was sind die Faktoren und Elemente dieser Kultur? Da sind wir dann in der Tat bei Quellen wie Christentum, Aufklärung und Humanismus.“
In diesem Zusammenhang muss die Diskussion über Wertewandel beachtet werden.
Nach der kulturpessimistischen Interpretation Elisabeth Noelle-Neumanns habe seit den sechziger Jahren ein kontinuierlicher Werteverfall stattgefunden. Als Symptome werden vor allem die Erosion „bürgerlicher Tugenden“ wie Gemeinsinn und Arbeitsfreude, aber auch Bedeutungsverluste von Kirche und Religion genannt. Laut Helmut Klages findet hingegen weniger ein Werteverfall, sondern eher eine Wertesynthese von alten und neuen Werten statt. Ronald Inglehart postuliert einen Wandel von materiellen zu immateriellen Werten, der die Demokratie letztlich stärke: Als Konsequenz des Wertewandels nimmt er eine hohe Partizipationsbereitschaft und höhere Freiheit an.
Gerhard Himmelmann macht darauf aufmerksam, dass die Soziologen der Diskussion um einen Werteverfall entgegenhalten, dass „die modernen gesellschaftlichen Regelungsmechanismen und die demokratischen Umgangsformen als Grundlagen der gesellschaftlichen Integration“ dienen. Nicht der Appell unter anderem der Kommunitaristen, sondern der öffentliche Diskurs, die herrschaftsfreie Kommunikation (Jürgen Habermas) erschaffen aus sich heraus („Selbstschöpfungsprozess“) jene Werte und Verhaltensweisen (demokratische Tugenden), die der freiheitliche Staat zum Leben und Überleben braucht. Auch Jürgen Habermas sieht die Gefahr, dass eine entgleisende Modernisierung der Gesellschaft das demokratische Band müde macht und die Art von Solidarität auszehrt, auf die der demokratische Staat, ohne sie rechtlich erzwingen zu können, angewiesen ist.
Auch Michael Haus weist die Böckenförde-These als unbegründet zurück. Aus Böckenfördes Feststellung, dass der moderne demokratische Staat unter Einwirkung der christlichen Religion entstanden sei, folge nicht zwangsläufig, dass die heutige Gesellschaft auf Religion als Fundament angewiesen sei. Vieles spreche hingegen dafür, dass ein bürgerschaftlicher Grundkonsens auch auf verbindenden Gemeinsamkeiten wie gemeinsamen Interessen, Interdependenzen, Abhängigkeiten, Kooperationschancen, einer gemeinsamen Geschichte oder gemeinsamen historischen Lernprozessen ruhen könne.
Axel Montenbruck folgt zwar Böckenfördes Ansatz. Aber Montenbruck führt, wenngleich durchaus im Sinne von Böckenfördes Einforderung eines „verbindenden Ethos“, den westlich-säkularen Gedanken der Zivilreligion ein, der alt ist und auf Rousseaus Idee von der „bürgerlichen Religion“ zurückgeht: „Die ‚Lösung‘ dieses Dilemmas kann nur auf einer noch höheren Ebene, etwa derjenigen der Präambeln stattfinden. Das Volk muss jenseits des Staates eine eigene ‚Ersatzreligion der verinnerlichten Werte und Prinzipien‘ schaffen, denen es sich dann unterwerfen muss. Über jene verfügen die Völker, wie es die Präambeln ihrer Verfassungen etc. belegen. Nur bereitet es ihnen verständlicherweise Mühe, nun doch auch wieder von einer Religion zu sprechen, und sei es auch nur von einer Zivilreligion.“

## Wirkung
Das Böckenförde-Diktum gilt als „Zentrum des Liberalkonservativismus“.
Der Publizist Heribert Prantl bezeichnete das Diktum in einem Nachruf auf Ernst-Wolfgang Böckenförde in der Süddeutschen Zeitung im Februar 2019 als „das E = mc² der Staatsrechtslehre“.
Seit den 1990er Jahren wird die Idee in abgewandelter Form von Paul Kirchhof aufgegriffen und auf die demografische Entwicklung bezogen. Er spricht auch vom Diogenes-Paradoxon (von Seneca ist der Ausspruch überliefert, dass Diogenes von Sinope wegen seiner geringen Ansprüche auch in einem Fass hätte leben können). Für Kirchhof liegt es im grundlegenden Interesses jedes Gemeinwesens (und ist nicht in erster Linie vom Grundgesetz vorgeschrieben), seinen Schutzauftrag für Kinder und Familie mit oberster Priorität umzusetzen, da er letzten Endes darauf bauen muss, dass Menschen sich freiwillig entscheiden, Kinder zu haben, die das Wirtschaftssystem und die Gesellschaft am Leben halten. Diese Grundlage sei wichtiger als die Schaffung von Möglichkeiten zum Erwerb individueller Güter. In diesen Zusammenhang gehört auch die Forderung, dass der staatliche Erziehungsauftrag Vorrang vor dem Elternrecht hat.

## Ausgaben
- Die Entstehung des Staates als Vorgang der Säkularisation. In: Karl Doehring (Hrsg.): Säkularisation und Utopie. Ebracher Studien. Ernst Forsthoff zum 65. Geburtstag. Kohlhammer, Stuttgart u. a. 1967, S. 75–94.
- Die Entstehung des Staates als Vorgang der Säkularisation. In: Staat, Gesellschaft, Freiheit. Studien zur Staatstheorie und zum Verfassungsrecht (= Suhrkamp-Taschenbücher Wissenschaft. Nr. 163). Suhrkamp, Frankfurt am Main 1976, ISBN 3-518-07763-5, S. 41–64.
- Die Entstehung des Staates als Vorgang der Säkularisation. In: Recht, Staat, Freiheit. Studien zur Rechtsphilosophie, Staatstheorie und Verfassungsgeschichte (= Suhrkamp-Taschenbuch Wissenschaft. Nr. 914). Suhrkamp, Frankfurt 1991, ISBN 3-518-28514-9, S. 92–114.